# Michail Prochorov
Michail Dmitrijevitj Prochorov (ryska: Михаил Дмитриевич Прохоров), född 3 maj 1965 i Moskva, är en rysk miljardär, entreprenör och ägare av det amerikanska basketlaget Brooklyn Nets. 
Enligt Forbes lista över världens rikaste personer 2011 är Prochorov med en förmögenhet på 18 miljarder dollar Rysslands tredje rikaste person och världens 32:a rikaste.
Juni-september 2011 var Prochorov ledare för partiet Rätta saken, han lämnade partiet och uppmanade alla partimedlemmar som stödde honom att gå ur "detta nickedockeparti till Kreml".
Prochorov kandiderade som obunden i presidentvalet i Ryssland 2012 där han kom på tredje plats med omkring 8 procent av rösterna.
Han har tidigare ägt superyachten Palladium.